# Národní muzeum Indonésie
Národní muzeum Indonésie (indonésky: Museum Nasional) je archeologické, historické, etnologické a geografické muzeum nacházející se v Jakartě. Obecně je známé také jako Muzeum slona (indonésky: Museum Gajah). Tento název získalo podle sochy slona nacházející se na vnitřním nádvoří. Muzejní sbírky pokrývají všechny indonéské oblasti a téměř celou její historii.
Muzeum se již více než 200 let snaží o ochranu indonéského dědictví. Muzeum má přibližně 141 000 sbírkových předmětů, které zahrnují prehistorické artefakty, archeologické a numismatické předměty, keramiku, a také sbírky etnografické, historické a geografické. Muzeum má také obsáhlou kolekci kamenných soch z klasického hindo-buddhistického období starověké Jávy a Sumatry, stejně jako rozsáhlou sbírku asijské keramiky.

## Historie

### Nizozemské koloniální období

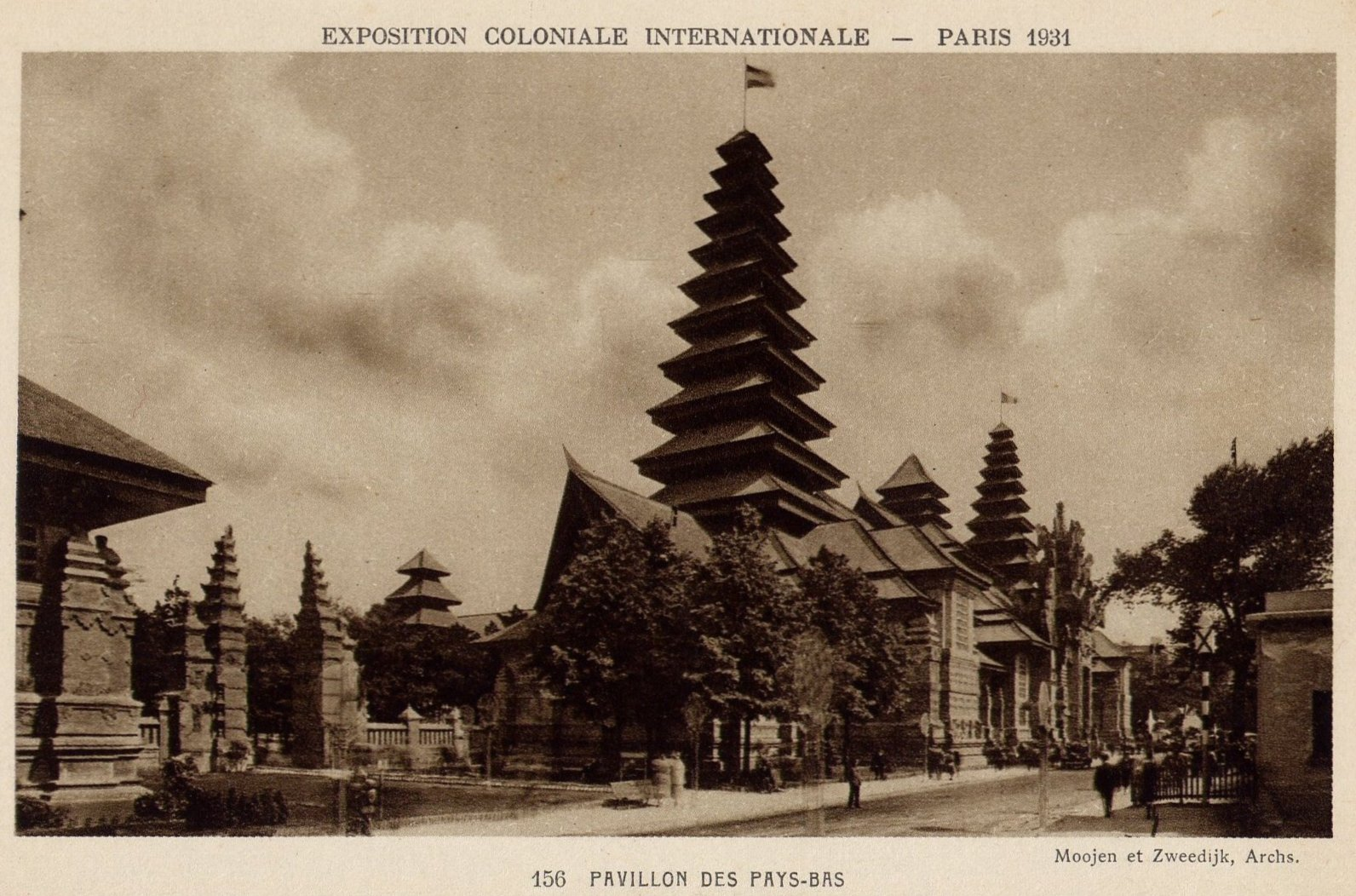
Mezinárodní koloniální výstava, pohled na pavilon, který později zničil požár

Dne 24. dubna 1778 skupina nizozemských intelektuálů založila vědeckou instituci pod názvem Bataviaasch Genootschap van Kunsten en Wetenschappen. Tato soukromá organizace měla provádět výzkum v umělecké i vědecké oblasti, zejména se měla věnovat historii, archeologii, etnografii a fyzice a své poznatky měla pravidelně publikovat.
Jeden ze zakladatelů, Jacob Cornelis Matthieu Radermacher, daroval spolku budovu a také svou sbírku kulturních předmětů a knih. Jeho dar byl velmi cenným počinem při budování nového muzea a knihovny. Dalšími zakladateli společnosti byli Jacob de Meijer, Josua van Inperen, Johannes Hooijman, Sirardus Bartlo, Willem van Hogendorp, Hendrik Nicolaas Lacle, Jacobus van der Steeg, Egbert Blomhert, Paulus Gevers a Frederik Baron van Wurmb
Kvůli rozrůstajícím se sbírkám vybudoval na počátku 19. století generál Thomas Stamford Raffles nové prostory a nazval je Literární společností. V roce 1862 se vláda Nizozemské východní Indie rozhodla vybudovat nové muzeum, které nemělo sloužit pouze jako kancelář, ale mělo být místem kde se sbírky ochraňují a vystavují.
Muzeum bylo oficiálně otevřeno roku 1868. Podle bronzové sochy slona nacházející se na nádvoří, kterou Indonésii věnoval roku 1871 siamský král Chulalongkorn, se pro muzeum vžil i lidový název Muzeum slona. Muzeum bylo známé také jako Dům soch (indonésky: Gedung Arca) podle velkého množství soch z různých historických období, které byly v muzeu vystaveny.
V roce 1931 byly muzejní sbírky prezentovány na Mezinárodní koloniální výstavě, která se konala v Paříži. Během výstavy však došlo k požáru, který zachvátil pavilon s výstavou Nizozemské východní Indie. Tento požár zničil většinu z vystavených předmětů. Muzeum za zničené předměty obdrželo peníze z pojistky, které byly použity k budování nových výstavních prostor.

### Období republiky

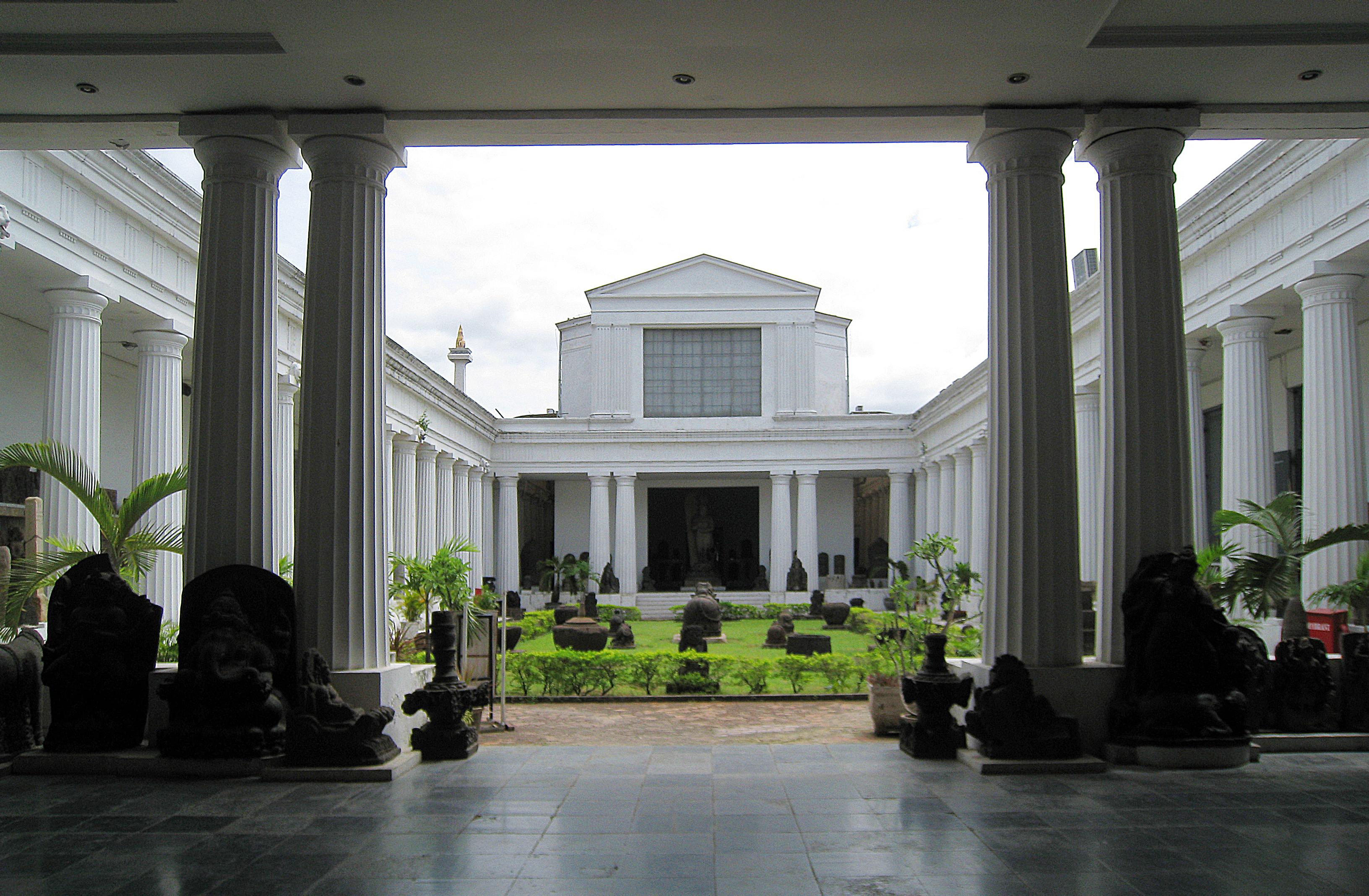
Vnitřní nádvoří staré budovy

Poté, co získala Indonésie roku 1950 nezávislost, byla organizace přejmenována na Lembaga Kebudayaan Indonesia (česky: Indonéský kulturní institut). Dne 17. září 1962 přešla správa muzea pod indonéskou vládu a muzeum bylo přejmenováno na Centrální muzeum. Znovu bylo přejmenováno dekretem ministra školství a kultury No. 092/0/1979 ze dne 28. května 1979 na Národní muzeum.
Dohoda mezi nizozemskou a indonéskou vládou z roku 1977 umožnila návrat některých kulturních pokladů zpět do Indonésie. Mezi těmito poklady byl i poklad z Lomboku, manuskript na palmových listech Nagarakretagama či socha Pradžňápáramity z Jávy. Tyto předměty se po návratu z Nizozemí dostaly do sbírek Národního muzea Indonésie.

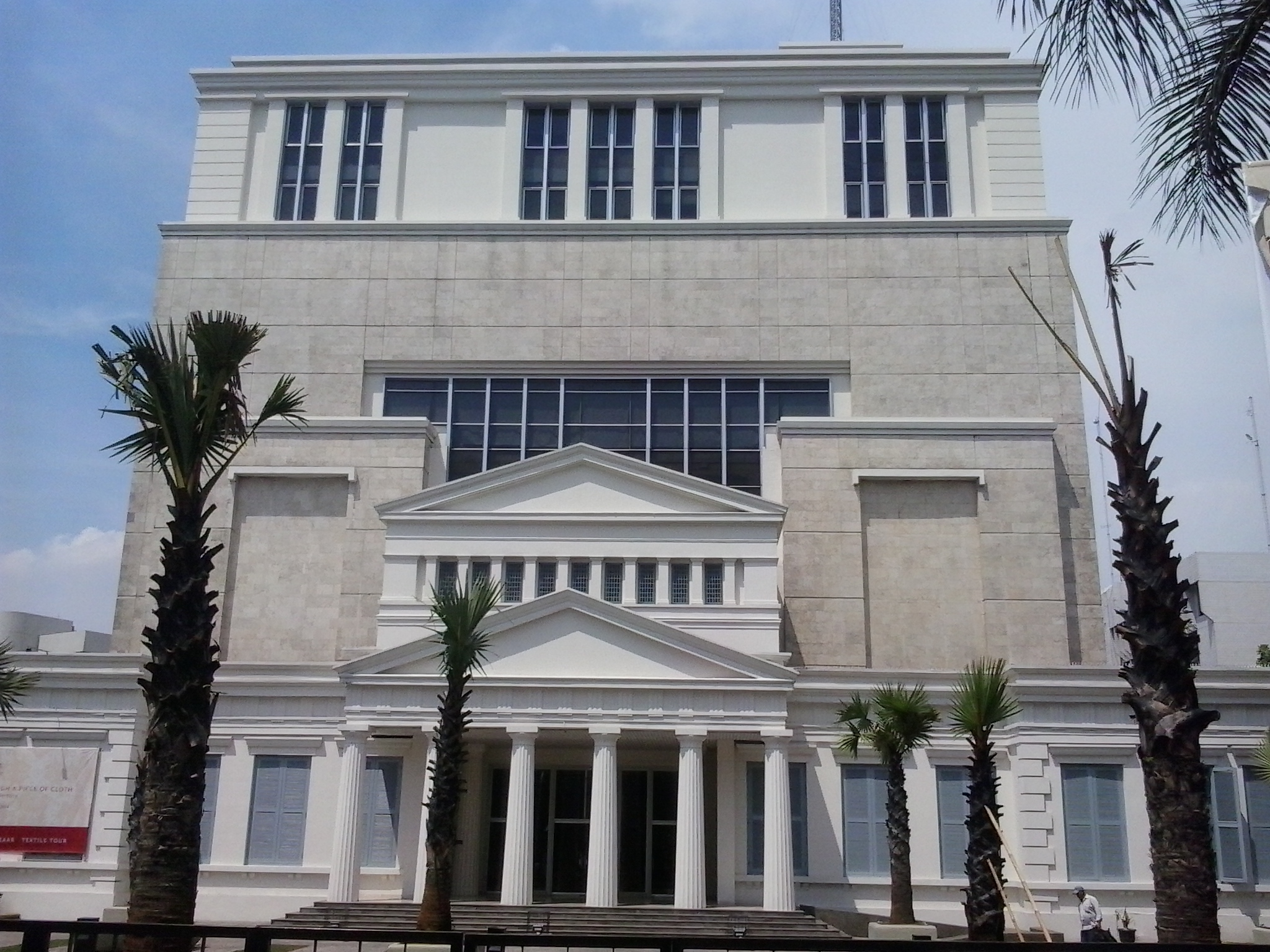
Nové křídlo muzea

V 80. letech 20. století se objevila vládní snaha vytvořit státní muzeum v každé z indonéských provincií. Budování těchto muzeí bylo dokončeno v roce 1995. Od té doby nekončí všechny archeologické nálezy v Národním muzeu v Jakartě, ale zůstávají v provinčních muzeích. Výjimkou jsou však mimořádně důležité archeologické objevy, které jsou nadále umisťovány do sbírek Národního muzea.
Na konci 20. století byla sbírka manuskriptů a knih předána do sbírek Národní knihovny Indonésie, zatímco umělecké sbírky jako malby a obrazy byly umístěny do Národní galerie.
V roce 2007 byla severně od staré budovy otevřena nová muzejní budova. V ní je umístěna řada exponátů od prehistorických dob až do moderní doby.
Během své státní návštěvy v Indonésii v roce 2020 vrátil nizozemský král Vilém-Alexandr kris prince Diponegora, který je v Indonésii považován za národního hrdinu.

## Sbírky
Muzeum má sbírky čítající 61 600 prehistorických a antropologických artefaktů a 5 000 archeologických artefaktů ze všech částí Indonésie a také z dalších asijských oblastí. Muzeum tak patří k nejbohatším, nejkompletnějším a nejlepším muzeím svého druhu v Indonésii i jihovýchodní Asii.
Muzeum své nové sbírkové předměty získává různými způsoby, mimo jiné díky vědeckým expedicím, vykopávkám na archeologických nalezištích, přejímáním soukromých sbírek či díky darům.

Muzeum má také rozsáhlou sbírku kamenných soch z klasického hindu-buddhistického období ze starověké Jávy a Sumatry. Dále má také velmi různorodou sbírku indonéských etnografických artefaktů, stejně jako poměrně velkou sbírku asijské keramiky. Mezi keramickou sbírkou vyniká především sbírka čínské keramiky zahrnující období od dynastie Chan (2. století př. n. l.) až po dynastii Čching (18. století).

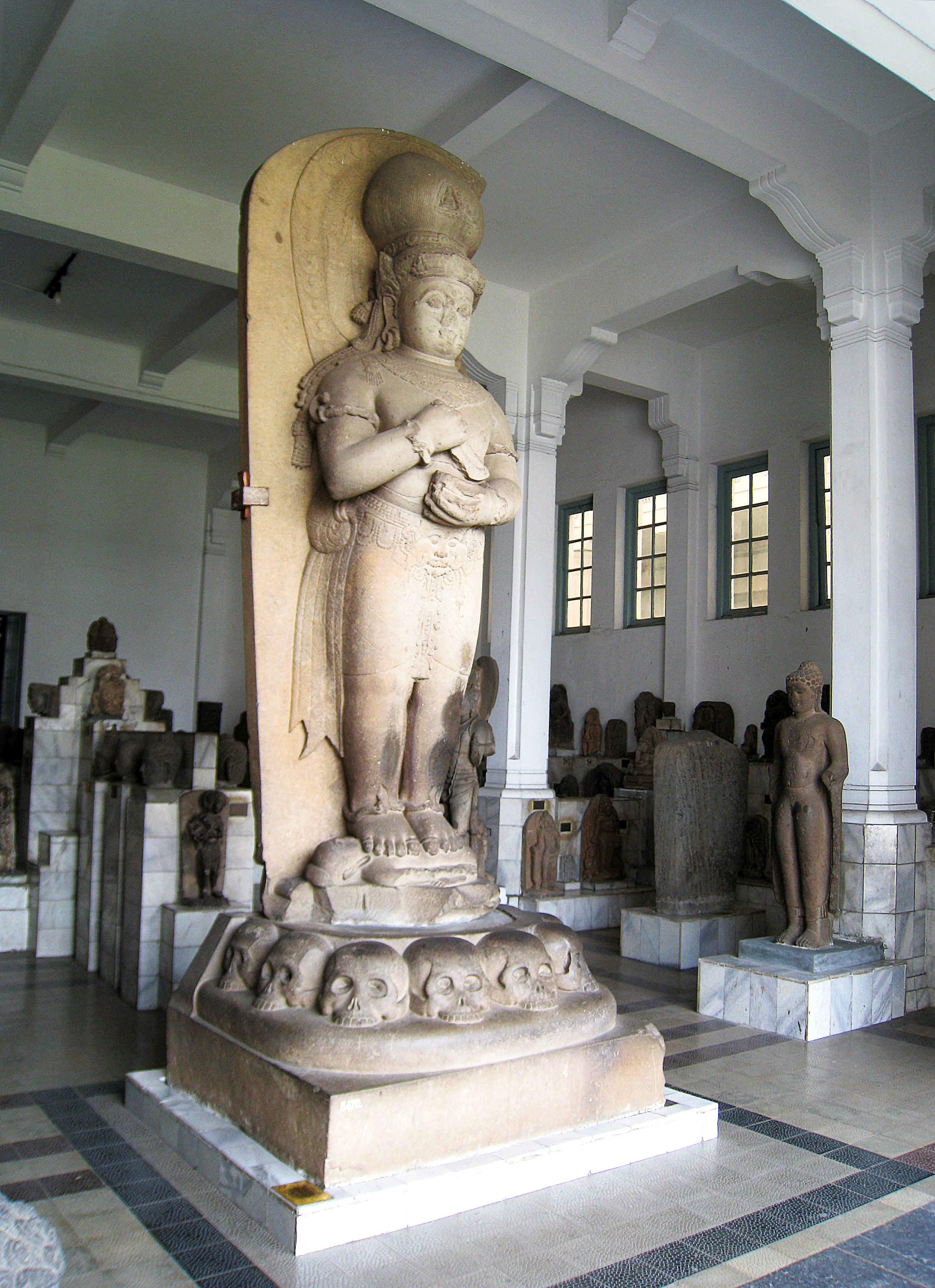
Socha Adityavarmana vyobrazeného jako Bhairava
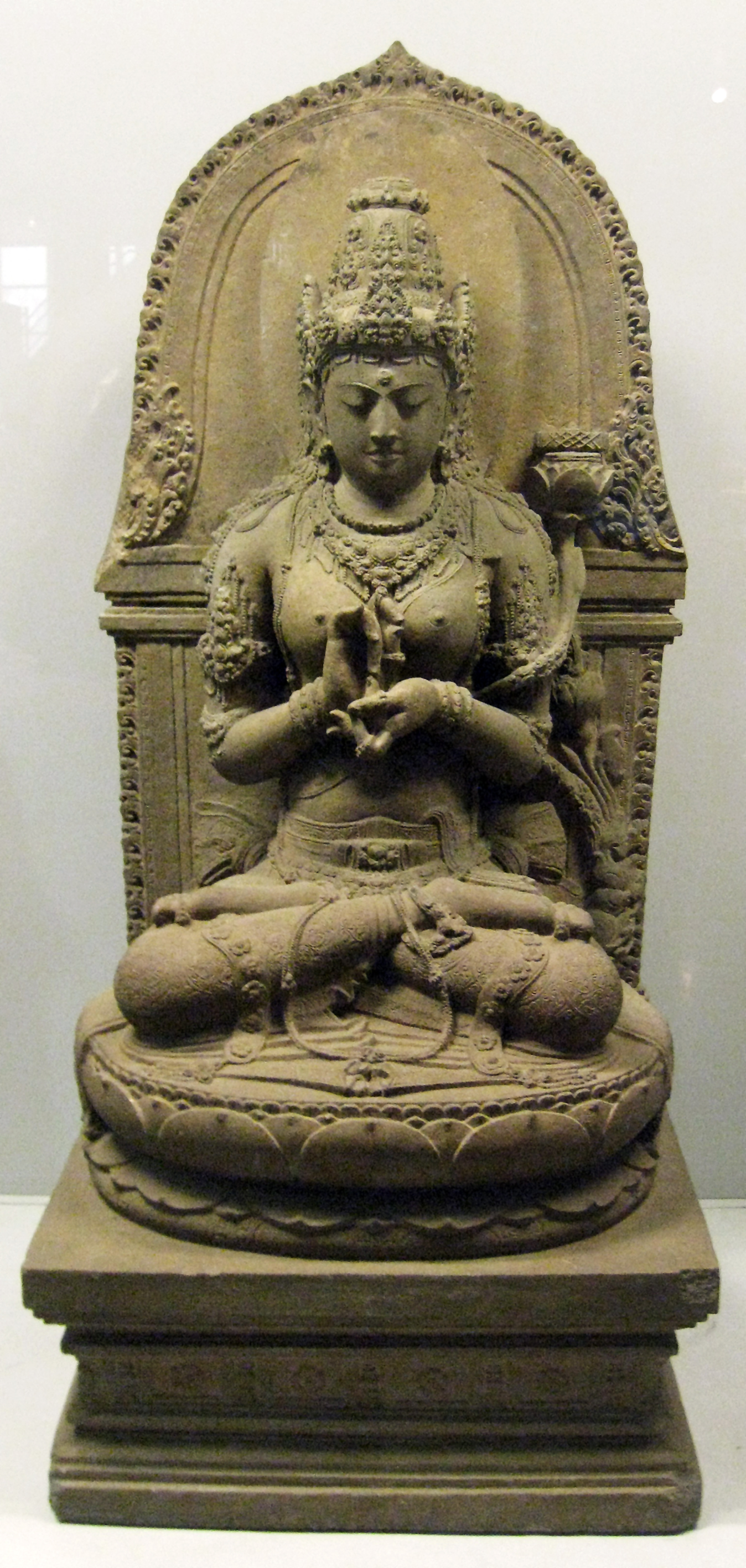
Soška Pradžňápáramity z Jávy
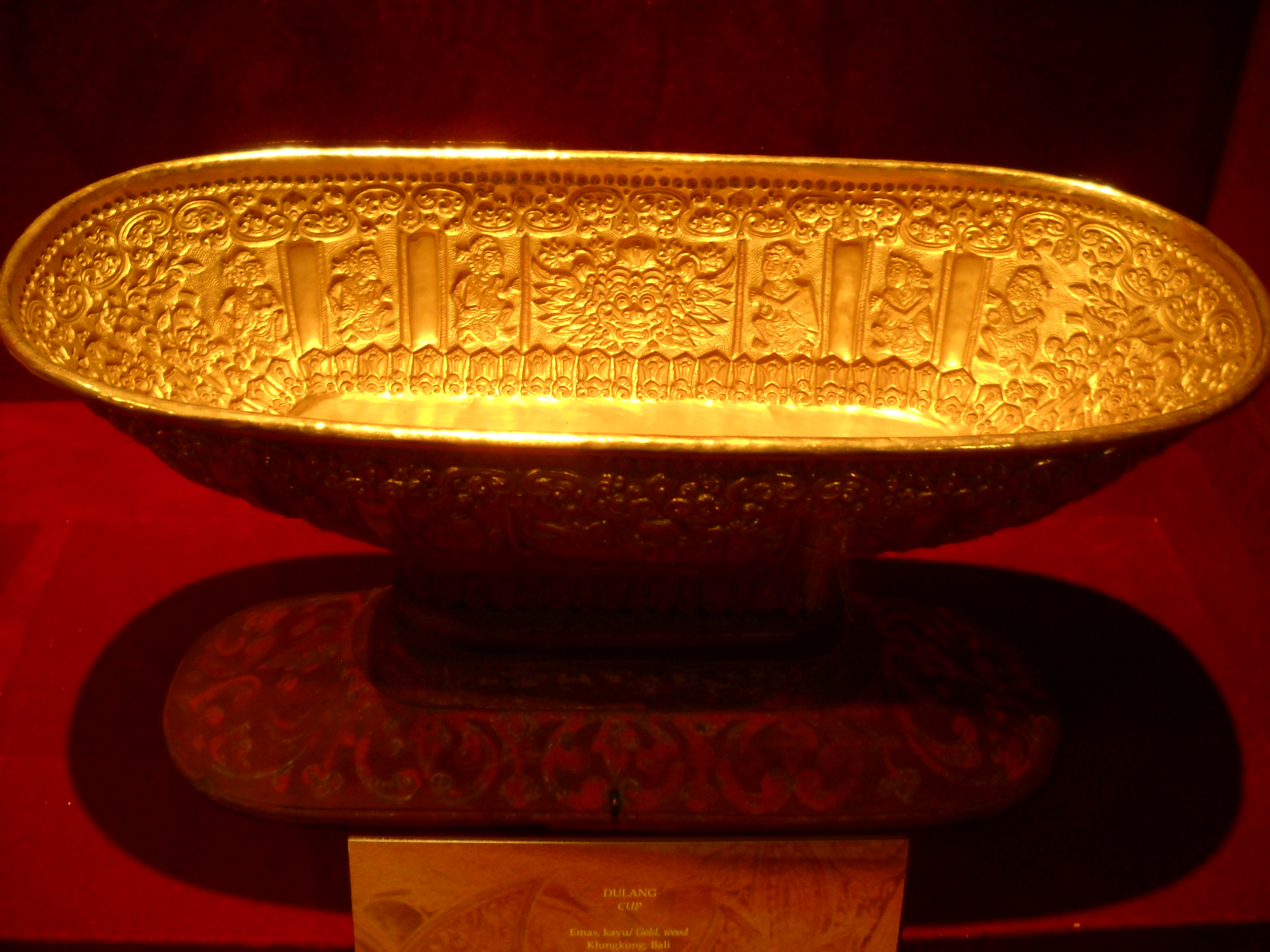
Zlatý kalich z Bali